# Ida z Leeuw
Ida z Leeuw (ur. ok. 1201 w Gorsleeuw, zm. 29 października 1262/1273) – mistyczka chrześcijańska, błogosławiona Kościoła katolickiego. 
Była córką ubogiego szlachcica Gisberta de Lewis. Jako zdolna i chętna do nauki dziewczyna dostała się do szkoły beginek w Borgloon, gdzie nauczyła się pisać. Podczas nocnych modlitw chórowych miała być obdarowywana łaskami uszczęśliwiającymi. Gdy miała lat trzynaście wstąpiła wraz z siostrą Katarzyną do opactwa cysterskiego w Rameii, gdzie pracowała jako kopistka i korektorka ksiąg liturgicznych. Spotkała tam Idą z Nijvel i Beatrycze z Nazaretu. Pismo Vita Idae Lewensis ukazuje Idę jako cysterkę doskonałą, opowiada o diabelskich pokusach i ciężkich próbach jakim była poddawana, a także o jej mistycznych doświadczeniach.